# Carmelo Romero
Carmelo Romero Hernández (Palos de la Frontera, Huelva, 17 de octubre de 1958) es un político español, diputado por Huelva en el Congreso durante las X, XI y XII legislaturas, y alcalde de Palos de la Frontera interrumpidamente desde el 17 de junio de 1995 al 4 de octubre del 2004.Desde 2023 es Senador en las Cortes Generales.

## Biografía
Licenciado en Derecho, comenzó en la política de la mano de Pilar Pulgar Fraile, la anterior alcaldesa del municipio, siendo concejal y primer teniente de alcalde del Ayuntamiento de Palos de la Frontera. Además, Carmelo Romero, ocupa una plaza como funcionario de la Junta de Andalucía.  
Comenzó en 1995 en el PP, siendo portavoz del grupo popular y vicepresidente de dicha corporación, donde luego llegaría a ser el presidente del Partido Popular en Palos de la Frontera. Ejerció como alcalde desde 1995 hasta octubre de 2024, cuando el PP le obliga a renunciar para centrarse en su tarea de senador. Su sucesora en el cargo es su hija, Milagros Romero. 
Desde 2003 es diputado provincial por la provincia de Huelva en Diputación 
Desde 1999 a 2000, y posteriormente desde 2003 y 2004, fue diputado en el Parlamento de Andalucía. En noviembre de 2011 fue elegido diputado por Huelva en el Congreso y reelegido en 2015 y 2016. Actualmente es senador por Huelva desde las últimas elecciones generales del 23 de julio de 2023.